# Шуме у Београду
Шуме у Београду се могу поделити на градске и приградске. Неке од градских шума веома су добро познате Београђанима — Кошутњак, Звездарска шума, Топчидер, Бањичка шума, Ада Циганлија и друге. Неке приградске београдске шуме, тек би требало да буду "откривене". На пример, Бојчинска шума код Прогара, на простору од око 620 хектара, представља редак природни и меморијални споменик. У тој густој и племенитим дрветом богатој шуми, 1941. године је подигнут устанак у Срему, док је у претходном рату била велико поприште борби српске и аустроугарске војске.
Београдске шуме препуне су дивљих свиња, лисица, зечева, пернате дивљачи. Лови се целе године. 
Добрих шума има и у општини Сопот, мада је урбанизација околине Београда неумољива, а људи се баш и не труде да сачувају шумско благо. Ипак, у селу Неменикуће још живи храст лужњак, стар више од 230 година.
У рубним, приградским општинама, има неколико већих шумских подручја. Најпознатија су: Липовичка шума у Барајеву, Грочанска ада у Гроцкој, Степин луг на Вождовцу и Звездари, Црни луг у Земуну, Трешња у Сопоту, Обреновачки Забран...
Данас Београд има 11.365 хектара зелених површина (14,6% укупне територије). На ужој градској територији са 10 општина, однос је нешто другачији, јер у тој регији од око 70.500 хектара, чак 10.541 хектара је под зеленилом. Реч је, наравно, о јавним површинама. Ту спадају паркови (385 хектара), скверови и тргови (8), зеленило дуж саобраћајница (175), градске шуме и речна острва (1.800), зелене површине насеља (1.079) и београдски дрвореди са око 67.000 стабала.

## Рефереце
1. ↑  „Izletišta u Beogradu turizam.bg-info.org”. Архивирано из оригинала 30. 10. 2016. г. Приступљено 01. 11. 2016.
2. ↑  Званични сајт www.srbijasume.rs